# Rózsásfehér susulyka
A rózsásfehér susulyka (Inocybe whitei) a susulykafélék családjába tartozó, Európában és Észak-Amerikában honos, lomberdőkben és fenyvesekben élő, mérgező gombafaj.

## Megjelenése
A rózsásfehér susulyka kalapja 2-4 (8) cm széles, alakja fiatalon tompán kúpos, majd domborúan vagy majdnem laposan kiterül, közepén tompa púppal. Színe fehéres, néha kissé sárgás; idősen vagy sérülés helyén rózsaszínesen vagy vörösesen elszíneződhet. Felszíne nagyon finoman, selymesen szálas (a nedves gombán nem mindig észlelhető). 
Húsa vékony, színe fehéres vagy kissé rózsás. Szaga erős, spermaszerű; íze nem jellegzetes. 
Sűrű lemezei kissé tönkhöz nőttek. Színük eleinte fehér, később a spórák érésével szürkésbarnára sötétednek; élük fehér marad. A fiatal gomba lemezeit vékony kortina védi, ami hamar eltűnik.
Tönkje 4-10 cm magas 0,4-1 cm vastag. Alakja hengeres, töve néha kissé megvastagodott. Színe fehéres vagy kissé szürkés-barnás, idősen vagy sérülés helyén rózsásan elszíneződhet. 
Spórapora barna. Spórája tojásdad, sima, mérete 8–10 x 4–6 µm. 

### Hasonló fajok
A piruló susulyka, a borvörös susulyka, a gumós susulyka, esetleg a viaszfehér tölcsérgomba hasonlíthat hozzá. 

## Elterjedése és termőhelye
Európában és Észak-Amerikában honos.
Lomberdőkben és fenyvesekben él. Kora nyártól késő őszig terem.

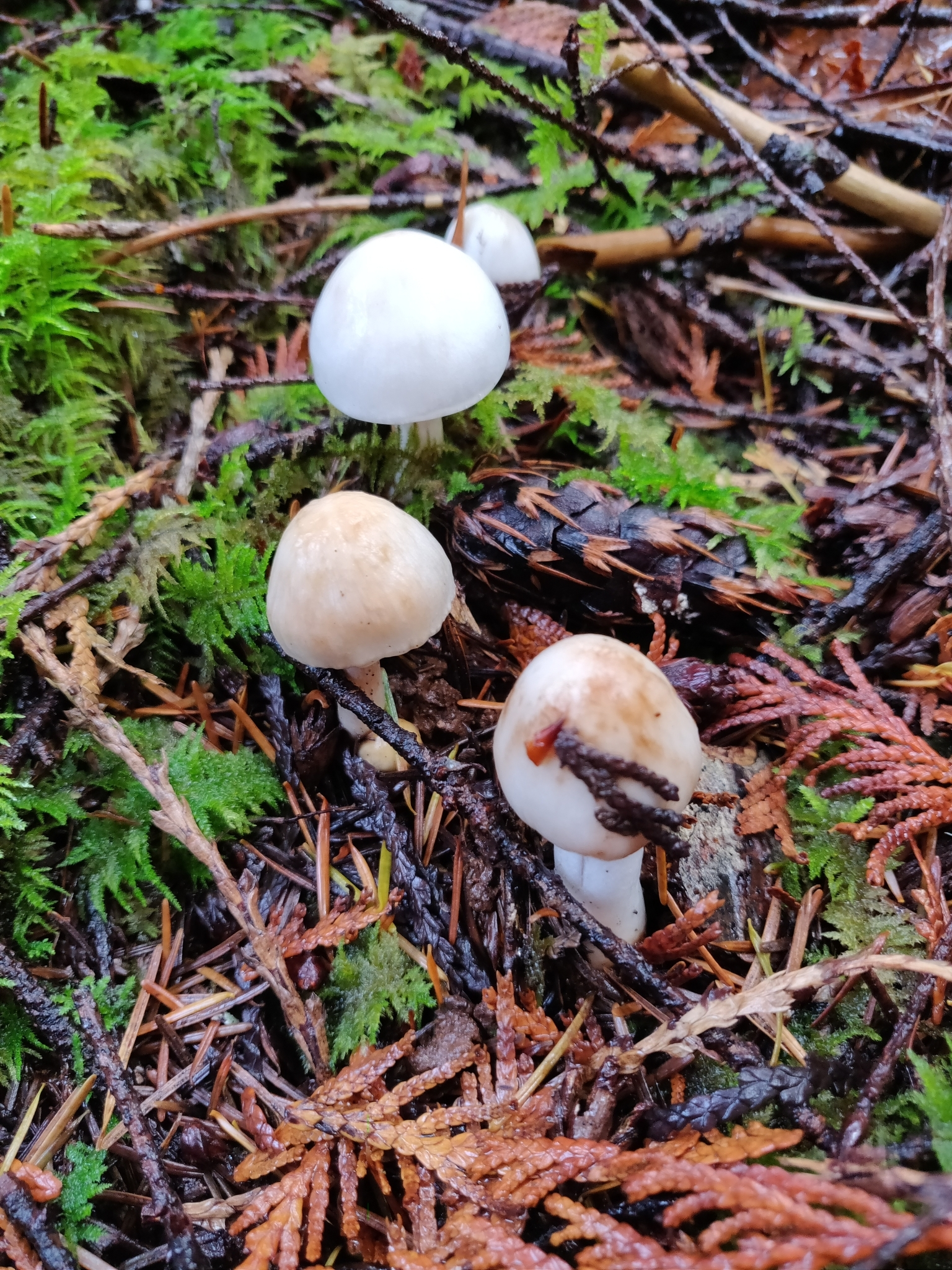
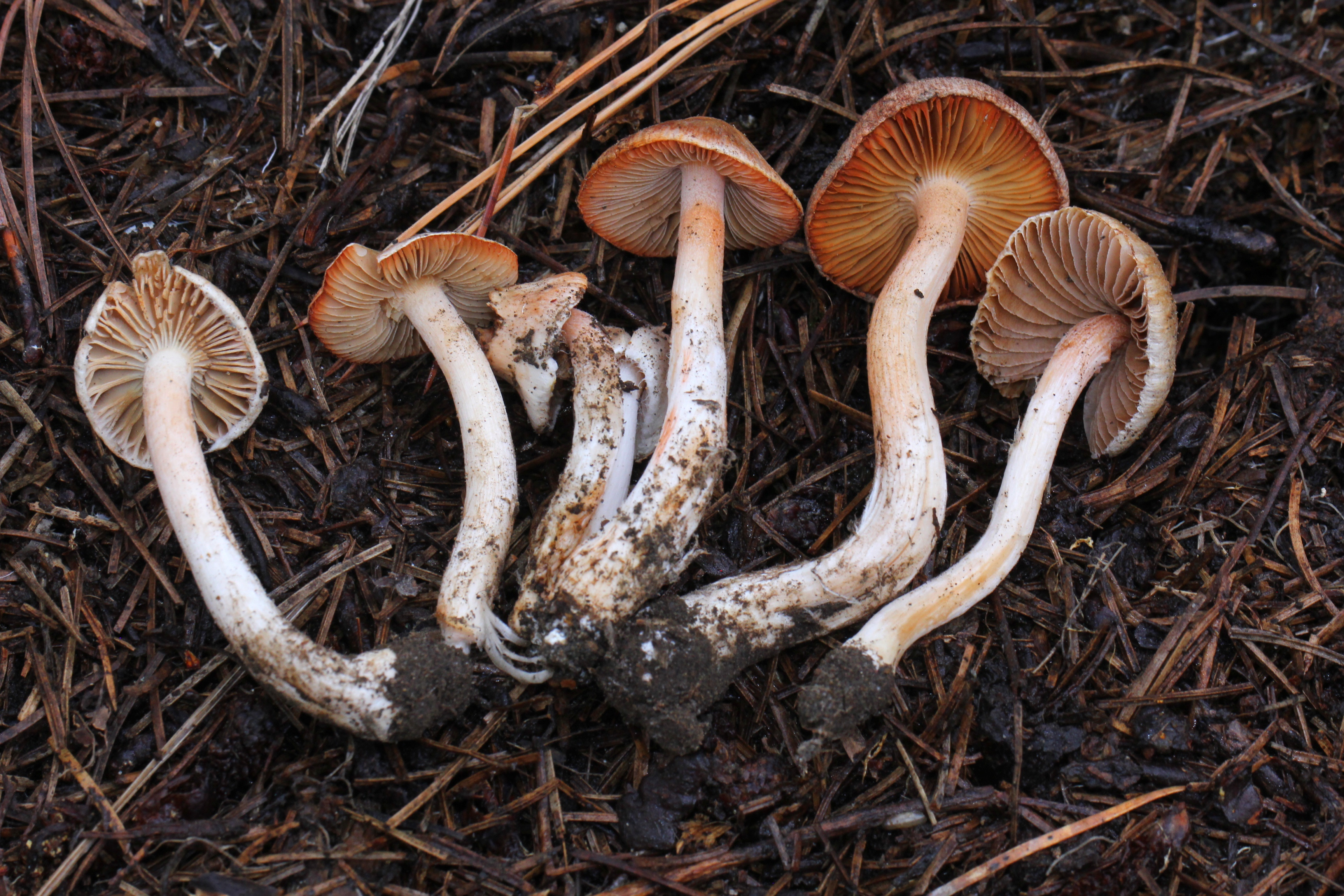
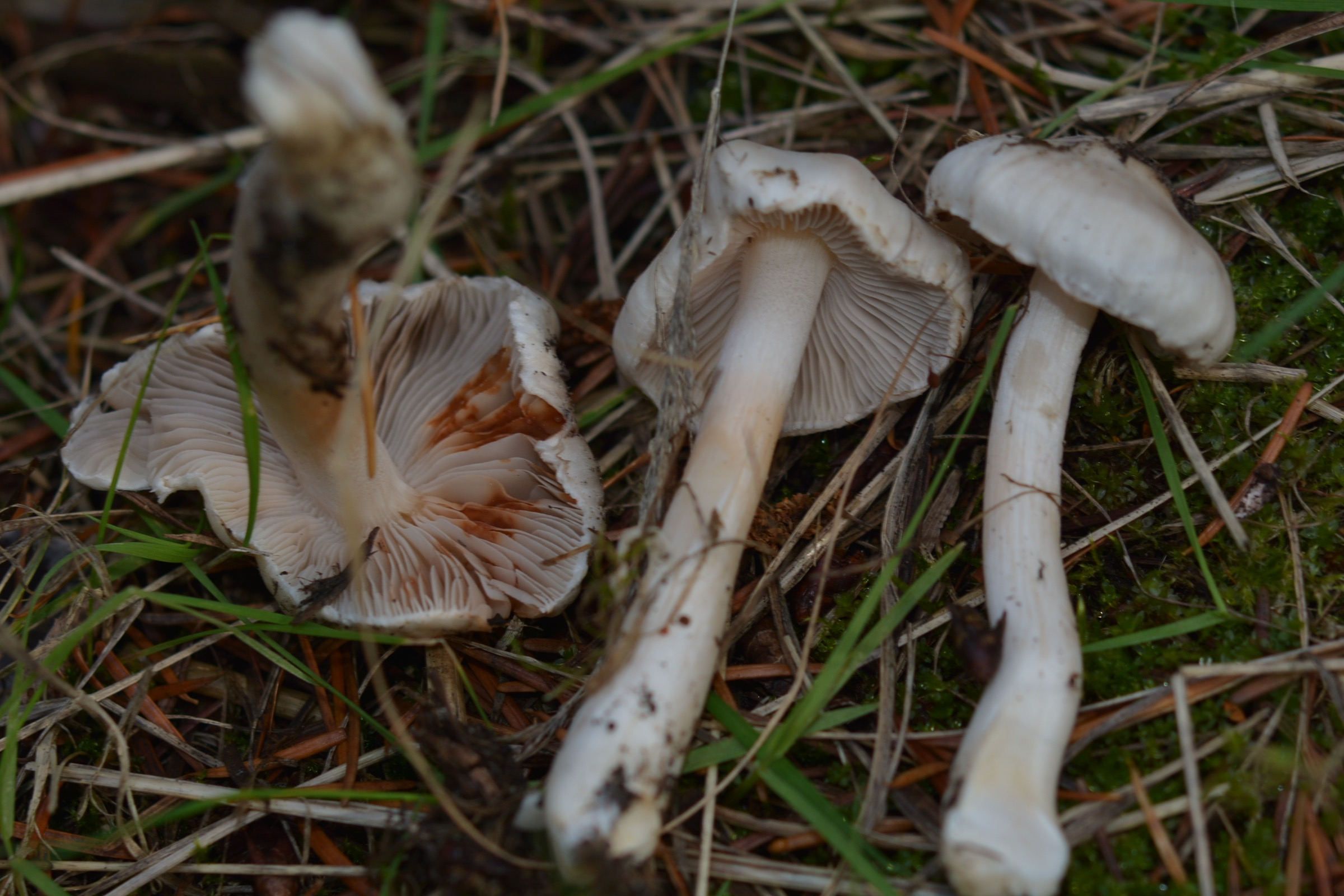
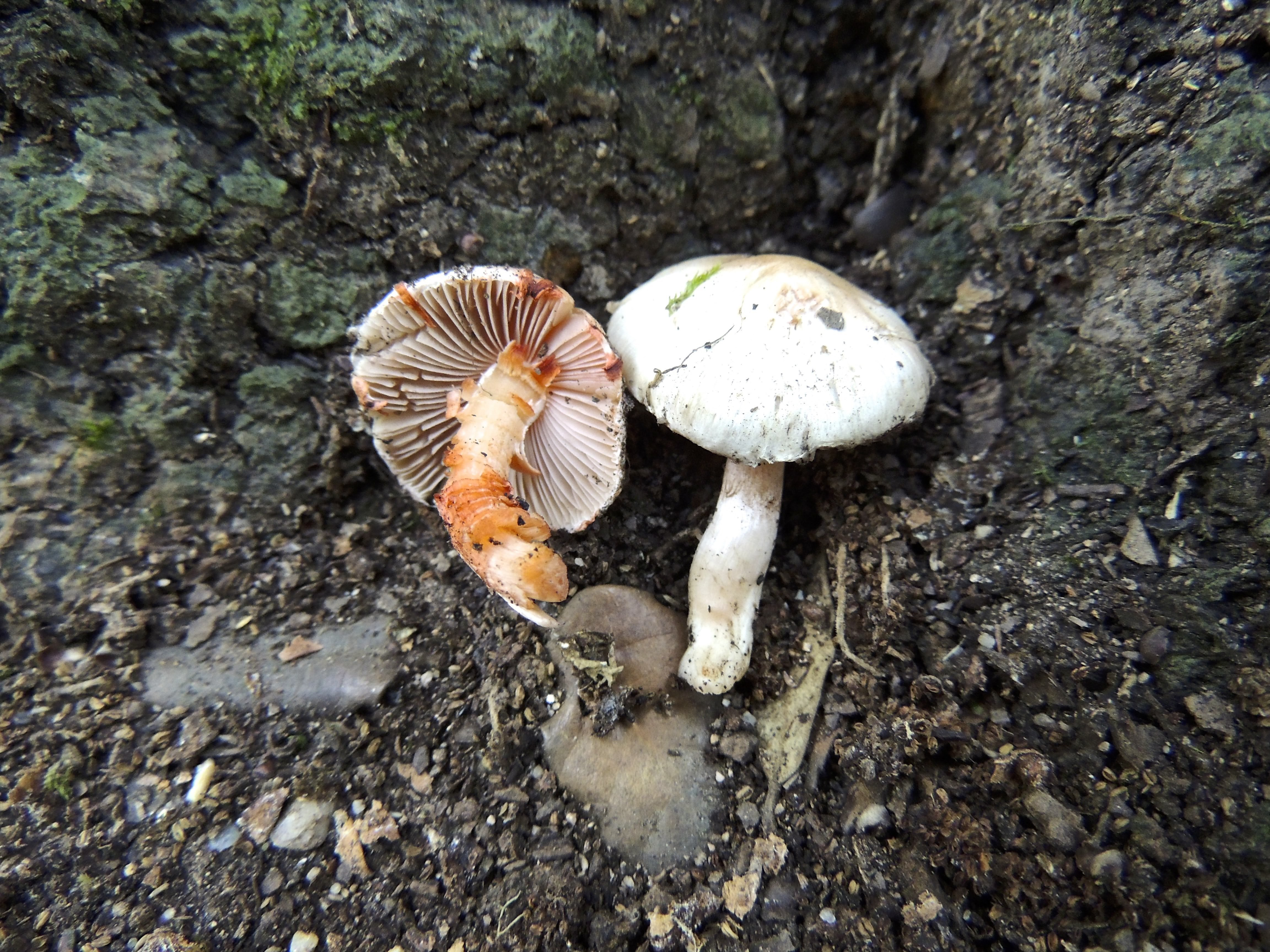

Mérgező, muszkarint tartalmaz.